# Playalong
Playalongs sind Übungsversionen von Musikstücken, bei denen eine bestimmte Instrumentenstimme bzw. die Singstimme zu Übungszwecken stummgeschaltet ist. So können Musiker oder Musikschüler die fehlende Stimme übernehmen bzw. „mitspielen“ (engl. to play along). 
Playalongs werden für alle Bereiche der Musik angeboten, von der klassischen Musik, dem Jazz bis zur Popmusik. Der Nutzer hat hier sowohl die Möglichkeit, einen Solopart oder eine Stimme in Begleitung eines vollständigen Orchesters einzuüben, in Begleitung einer Combo das Improvisieren auszuprobieren oder einfach Hilfe beim Erlernen eines Instruments in Anspruch zu nehmen. In gewisser Weise, aber doch sehr eingeschränkt, sind Playalongs vergleichbar mit Karaoke-Mixes, bei denen die Gesangstimme nur instrumental angedeutet wird.
Die Herstellung eines professionellen Playalongs ist relativ aufwändig, da das vollständige Stück Spur für Spur nachgebaut und neu produziert werden muss. Eine preiswertere Alternative ist die Erstellung von MIDI-Dateien, aus denen die entsprechende Stimme ausgeblendet wird. Playalongs für jeden Bedarf können im Internet erworben werden.
Einer der bekanntesten Hersteller von Playalongs, dessen Marke häufig als Gattungsname gebraucht wird, ist das 1950 gegründete US-amerikanische Unternehmen Music Minus One.
Bei billigen Musikinstrumenten, die nicht im Fachhandel, sondern z. B. in Supermärkten verkauft werden, befindet sich meist eine für dieses Instrument geeignete Playalong-CD im Zubehör.
2012 brachte der deutsche Musikverlag Schott Music erstmals eine Playalong- und Singalong-App für iPad auf den Markt. Die App wurde mit dem AKEP Award 2012 für die beste verlegerische Leistung im Bereich Elektronisches Publizieren ausgezeichnet. Seitdem werden immer mehr Apps angeboten, unter anderem veröffentlichte die WDR Big Band die mit dem Innovationspreis 2020 der deutschen Orchester Stiftung ausgezeichnete App speziell für Jazzinstrumente.